# دانل لوگ
دانل لوگ (به انگلیسی: Donal Logue) (زاده ۲۷ فوریه ۱۹۶۶) بازیگر کانادایی است. از فیلم‌هایی که او در آن بازی کرده‌است، می‌توان به تیغه، درست مثل بهشت، اکس، شیادان، مستأجر، بنفش بنفشه‌ها، این فیلم را بدزدید! و اعتماد اشاره کرد، همچنین نقش کوتاهی در فیلم زودیاک دارد.
از سریال‌هایی که او در آن بازی کرده‌است، می‌توان به گاتهام و وایکینگ‌ها و پسران هرج و مرج اشاره کرد.